# Anais. Instituto Superior de Agronomia
Anais. Instituto Superior de Agronomia (abreviado Anais Inst. Super. Agron.) es una revista científica con ilustraciones y descripciones botánicas que publicada en Lisboa desde el año 1920.